# 奥山寛平

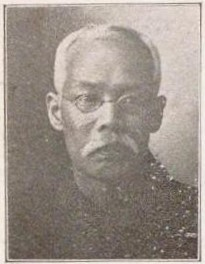
奥山寛平

奥山 寛平（おくやま かんぺい、1871年1月17日（明治3年11月27日） - 1925年（大正14年）11月21日）は、日本の政治家。衆議院議員（1期）。

## 経歴
奈良県出身。漢学と英語を学ぶ。三輪町(現・桜井市)長、奈良県会議員となる。また、帝国水産(株)支配人、大和索道(株)取締役を務める。
1912年の第11回衆議院議員総選挙において奈良県郡部から立憲国民党公認で立候補して当選した。衆議院議員を1期務め、1915年の第12回衆議院議員総選挙には立候補しなかった。1925年に死去した。